# Augustyn Wincenty Locci

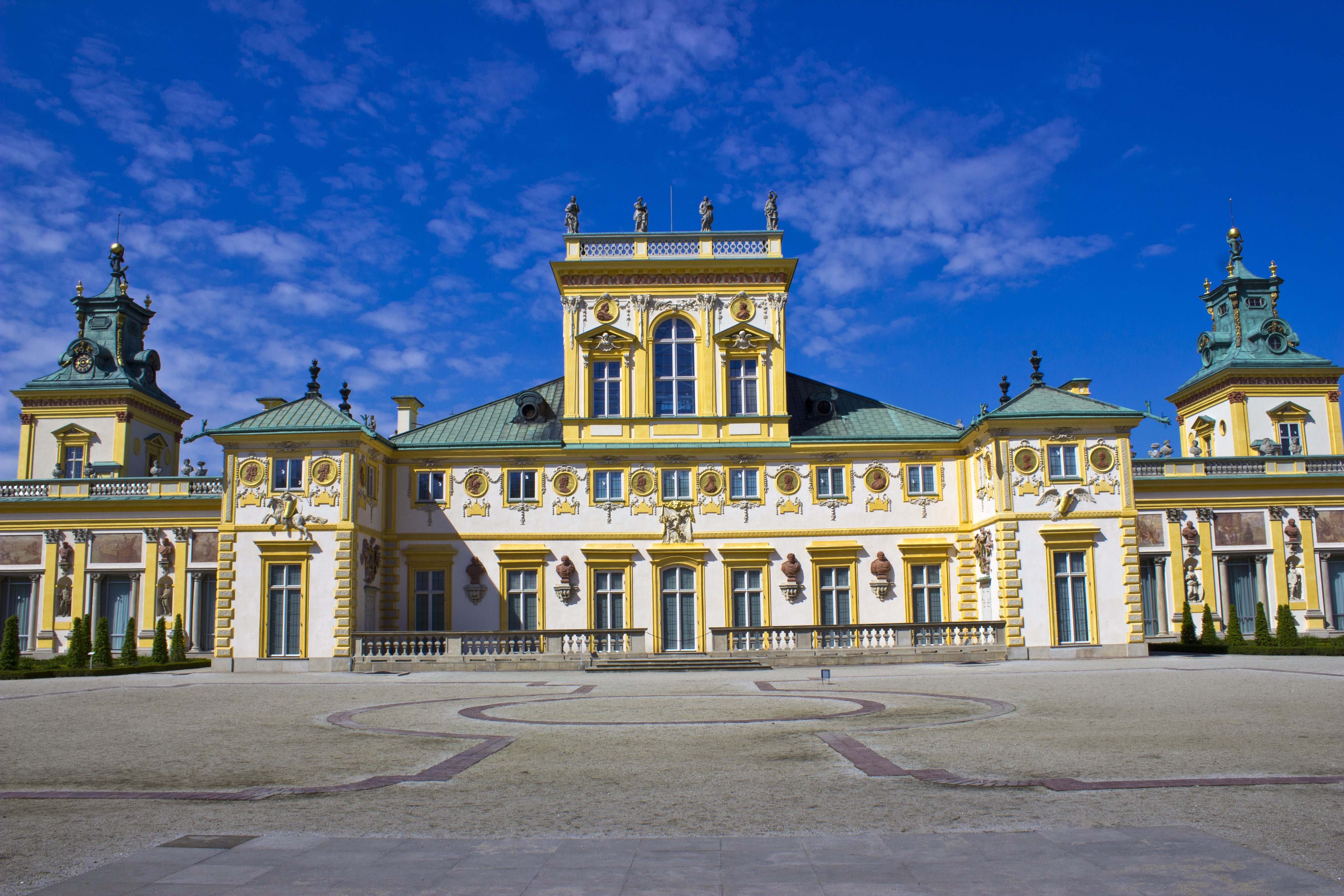
Pałac w Wilanowie

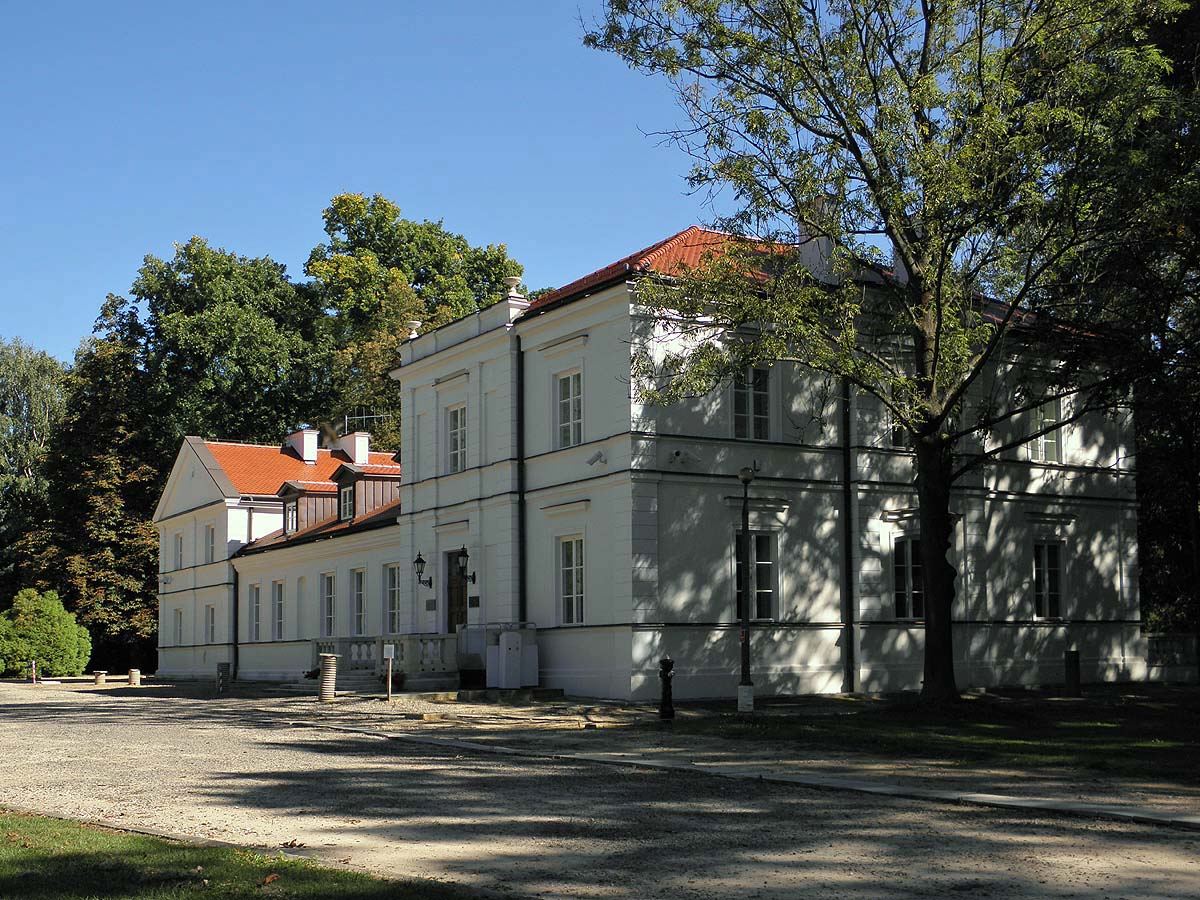
Dwór w Winiarach

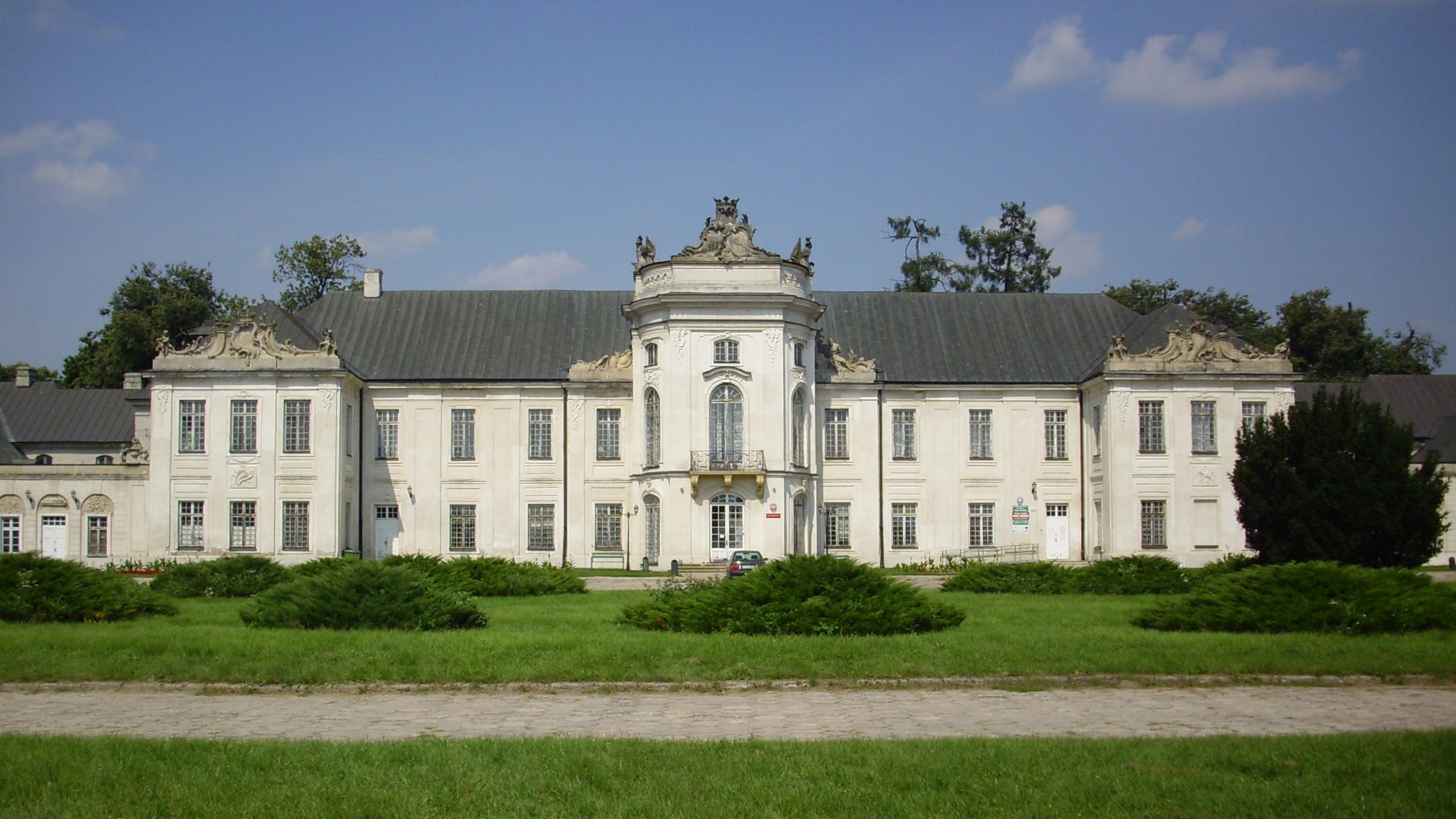
Pałac w Radzyniu Podlaskim

Augustyn Wincenty Locci herbu  Lew (ur. ok. 1640 w Warszawie, zm. 22 października 1732) – polski architekt, sekretarz i doradca artystyczny króla Jana III Sobieskiego.
Syn Augustyna Locciego i Urszuli Doroty Gizy. W 1673 otrzymał indygenat polski czyli szlachectwo herbu Lew, przy czym przywilej dotyczył wszystkich jego braci – Franciszka, Kazimierza i Jana. Należał do otoczenia Jana III Sobieskiego, nazywany przez króla „najbliższym przyjacielem i naszym sekretarzem”. Wykonał na zlecenie króla wiele prac, projektował i kierował przeróbkami rezydencji królewskich, m.in. dekoracją zamku w Żółkwi, Zamku Królewskiego w Warszawie, w kościele i klasztorze kapucynów i sakramentek. Dziełem życia Locciego był pałac w Wilanowie, rezydencja Jana Sobieskiego, wzniesiona pod jego osobistym kierownictwem w latach 1677–1696. Wykonywał również zamówienia osób prywatnych, na przykład projekt galerii dla Radziwiłłów, przebudowa zamku w Radzyniu Podlaskim, pałacu Sieniawskiego przy Krakowskim Przedmieściu, budowa dworu w Winiarach dla Stanisława Antoniego Szczuki.
Nie posiadał formalnego wykształcenia, ale odznaczał się pomysłowością, polotem i umiejętnościami technicznymi. W jego dziełach charakterystycznym było nawiązywanie do dzieł wielkich klasyków architektury, ale nie szedł niewolniczo za tymi wzorami, lecz twórczo je przetwarzał przystosowując do polskiej tradycji i zwyczaju.
Miarą jego sukcesu na dworze Sobieskiego było otrzymanie dożywotniej pensji 2000 zł na żupach wielickich oraz urzędów ziemskich – podczaszy trembowelski, podczaszy nowogródzki i stolnik wyszogrodzki. Otrzymał również dobra ziemskie – wójtostwo Mokotów, Rakowiec, Witkowiec, Wyględów, Grotów i Grotówek. W 1706 roku poślubił Annę Szymanowską, która w posagu wniosła mu dobra – Słubica i Bukówka w powiecie tarczyńskim. Cały majątek zapisał swemu bratankowi Franciszkowi, synowi Kazimierza, nie posiadał własnych dzieci. Zmarł 22 października 1732 roku, pochowany w kościele karmelitów na Lesznie w Warszawie.